# Makàrovka (Volgograd)
|  | Per a altres significats, vegeu «Makàrovka». |

Makàrovka (en rus: Макаровка) és un poble de l'óblast de Volgograd, a Rússia, segons el cens del 2010 tenia 22 habitants. Pertany al districte de Jírnovsk.